# III liga polska w piłce nożnej (grupa V 2008–2016)
III liga polska w piłce nożnej, grupa V (nieoficjalna nazwa: III liga podlasko-warmińsko-mazurska) w latach 2008–2016 była jedną z ośmiu grup III ligi piłki nożnej w Polsce. Występowało w niej 16 drużyn z województw podlaskiego i warmińsko-mazurskiego. Za rozgrywki odpowiedzialne były na przemian Podlaski Związek Piłki Nożnej z siedzibą w Białymstoku i Warmińsko-Mazurski Związek Piłki Nożnej z siedzibą w Olsztynie. Zwycięzcę ligi premiowano awansem do II ligi polskiej w piłce nożnej (grupa wschodnia), natomiast trzy najsłabsze zespoły degradowano do IV ligi podlaskiej lub warmińsko-mazurskiej (w zależności od położenia siedziby klubu). Z ligi mogło spaść więcej zespołów, w zależności od wyników II ligi wschodniej.

## Zwycięzcy i drużyny które awansowały do II ligi
| Sezon     | Drużyna             | Awans                                |
| --------- | ------------------- | ------------------------------------ |
| 2015/2016 | Olimpia Elbląg (2)  | Olimpia Elbląg                       |
| 2014/2015 | Olimpia Zambrów (3) | Olimpia Zambrów                      |
| 2013/2014 | Sokół Ostróda (1)   | brak – Sokół Ostróda przegrał baraże |
| 2012/2013 | Olimpia Zambrów (2) | Olimpia Zambrów                      |
| 2011/2012 | Start Działdowo (1) | Concordia Elbląg                     |
| 2010/2011 | Olimpia Zambrów (1) | brak                                 |
| 2009/2010 | Sokół Sokółka (1)   | Sokół Sokółka                        |
| 2008/2009 | Olimpia Elbląg (1)  | Olimpia Elbląg                       |

## Zasady rozgrywek
Zmagania w lidze toczą się systemem kołowym w dwóch rundach – jesiennej i wiosennej. Każda z drużyn rozgrywa z pozostałymi po 2 mecze. Zwycięzca otrzymuje automatyczny awans do II ligi (grupa wschodnia). Do ligi awansuje mistrz i wicemistrz IV ligi z grupy podlaskiej oraz mistrz i wicemistrz IV ligi z grupy warmińsko-mazurskiej. Drużyny, które po zakończeniu rozgrywek zajmą w tabeli odpowiednio 14, 15 i 16. miejsce, spadają do właściwej terytorialnie IV ligi i będą w kolejnym sezonie występować w IV lidze. Liczba drużyn spadających z III ligi ulega zwiększeniu o liczbę drużyn, które spadną z II ligi zgodnie z przynależnością terytorialną do Podlaskiego lub Warmińsko-Mazurskiego ZPN.
Drużyna, które zrezygnuje z uczestnictwa w rozgrywkach, degradowana jest o 2 klasy rozgrywkowe i przenoszona na ostatnie miejsce w tabeli (jeśli rozegrała przynajmniej 50% spotkań sezonu; wtedy mecze nierozegrane weryfikowane są jako walkowery 0:3 na niekorzyść drużyny wycofanej) lub jej wyniki zostają anulowane. Z rozgrywek eliminowana – i również degradowana o 2 klasy rozgrywkowe – jest drużyna, która nie rozegra z własnej winy 3 spotkań sezonu.
Kolejność w tabeli ustala się według liczby zdobytych punktów. W przypadku uzyskania równej liczby punktów przez dwie drużyny, o zajętym miejscu decydują:
a) liczba zdobytych punktów w spotkaniach bezpośrednich,
b) korzystniejsza różnica między zdobytymi i utraconymi bramkami w spotkaniach bezpośrednich,
c) przy uwzględnieniu reguły UEFA, że bramki strzelone na wyjeździe liczone są podwójnie, korzystniejsza różnica między zdobytymi i utraconymi bramkami w spotkaniach bezpośrednich,
d) korzystniejsza różnica bramek we wszystkich spotkaniach z całego cyklu rozgrywek,
e) większa liczba bramek zdobytych we wszystkich spotkaniach z całego cyklu.
W przypadku, gdy dwoma zespołami o jednakowej liczbie punktów są zespoły, których kolejność decyduje o awansie lub spadku, stosuje się wyłącznie zasady określone w punktach a, b i c, a jeżeli one nie rozstrzygną kolejności, zarządza się spotkanie barażowe na neutralnym boisku, wyznaczonym przez Wydział Gier PZPN.
Przy więcej niż dwóch zespołach przeprowadza się dodatkową punktację pomocniczą spotkań wyłącznie między zainteresowanymi drużynami, kierując się kolejno zasadami podanymi punktach a, b, c, d oraz e.

## Sezon 2015/2016
Sezon 2015/2016 był 8. i ostatnią edycją tych rozgrywek. Od następnego sezonu nastąpiło połączenie grupy V z grupą VI (łódzko-mazowiecką), która od sezonu 2016/2017 jest grupą I III ligi.

### Tabela
| Lp. | Drużyna                                    | M  | Z  | R  | P  | Bramki | Bramki | Różn. | Pkt | Uwagi             | Bezpośrednio |
| --- | ------------------------------------------ | -- | -- | -- | -- | ------ | ------ | ----- | --- | ----------------- | ------------ |
| 1   | Olimpia Elbląg (M) (A)                     | 34 | 27 | 5  | 2  | 115    | 17     | +98   | 86  | Baraże o II ligę  |              |
| 2   | Huragan Morąg                              | 34 | 25 | 4  | 5  | 79     | 22     | +57   | 79  |                   |              |
| 3   | MKS Ełk1                                   | 34 | 24 | 6  | 4  | 77     | 23     | +54   | 78  |                   |              |
| 4   | Finishparkiet Drwęca Nowe Miasto Lubawskie | 34 | 21 | 7  | 6  | 80     | 32     | +48   | 70  |                   |              |
| 5   | ŁKS 1926 Łomża                             | 34 | 20 | 5  | 9  | 70     | 35     | +35   | 65  |                   |              |
| 6   | Sokół Ostróda                              | 34 | 18 | 5  | 11 | 68     | 49     | +19   | 59  |                   |              |
| 7   | Jagiellonia II Białystok                   | 34 | 16 | 6  | 12 | 55     | 37     | +18   | 54  |                   |              |
| 8   | Concordia Elbląg                           | 34 | 16 | 4  | 14 | 48     | 42     | +6    | 52  |                   |              |
| 9   | Wissa Szczuczyn (S)                        | 34 | 15 | 6  | 13 | 52     | 44     | +8    | 51  | Spadek do IV ligi |              |
| 10  | Znicz Biała Piska (S)                      | 34 | 13 | 11 | 10 | 57     | 43     | +14   | 50  | Spadek do IV ligi |              |
| 11  | GKS Wikielec (S)                           | 34 | 11 | 9  | 14 | 52     | 56     | −4    | 42  | Spadek do IV ligi |              |
| 12  | Warmia Grajewo (S)                         | 34 | 12 | 5  | 17 | 49     | 72     | −23   | 41  | Spadek do IV ligi |              |
| 13  | Rominta Gołdap (S)                         | 34 | 9  | 8  | 17 | 43     | 55     | −12   | 35  | Spadek do IV ligi |              |
| 14  | MKS Korsze (S)                             | 34 | 8  | 5  | 21 | 27     | 90     | −63   | 29  | Spadek do IV ligi |              |
| 15  | KS Wasilków (S)                            | 34 | 6  | 4  | 24 | 40     | 79     | −39   | 22  | Spadek do IV ligi |              |
| 16  | Granica Kętrzyn (S)                        | 34 | 5  | 3  | 26 | 29     | 104    | −75   | 18  | Spadek do IV ligi |              |
| 17  | Start Działdowo3 (S)                       | 34 | 3  | 5  | 26 | 19     | 101    | −82   | 14  | Drużyna wycofana  |              |
| 18  | Olimpia Olsztynek2 (S)                     | 34 | 7  | 2  | 25 | 20     | 79     | −59   | 23  | Drużyna wycofana  |              |

### Baraże o II ligę
| 11 czerwca 2016 | Motor Lublin | 0:1   | Olimpia Elbląg |                                                                         |
| 15:00           |              | (0:0) | 85' Piceluk    | Arena Lublin, Lublin Widzów: 8919 Sędzia: Mariusz Złotek (Stalowa Wola) |

| 15 czerwca 2016 | Olimpia Elbląg            | 2:1   | Motor Lublin |                                                          |
| 17:00           | Pietroń 29' · Kołosow 81' | (1:1) | 22' Drozd    | Stadion Miejski, Elbląg Sędzia: Artur Aluszyk (Szczecin) |

Wynik dwumeczu – 3:1 dla Olimpii.

## Sezon 2014/2015
Sezon 2014/2015 był 7. edycją tych rozgrywek.

### Tabela
| Lp. | Drużyna                                    | M  | Z  | R  | P  | Bramki | Bramki | Różn. | Pkt | Uwagi             | Bezpośrednio |
| --- | ------------------------------------------ | -- | -- | -- | -- | ------ | ------ | ----- | --- | ----------------- | ------------ |
| 1   | Olimpia Zambrów (M) (B)                    | 34 | 28 | 4  | 2  | 91     | 21     | +70   | 88  | Baraże o II ligę  |              |
| 2   | Olimpia Elbląg                             | 34 | 28 | 3  | 3  | 92     | 16     | +76   | 87  |                   |              |
| 3   | Finishparkiet Drwęca Nowe Miasto Lubawskie | 34 | 26 | 3  | 5  | 78     | 26     | +52   | 81  |                   |              |
| 4   | Sokół Ostróda                              | 34 | 19 | 8  | 7  | 62     | 33     | +29   | 65  |                   |              |
| 5   | Płomień Ełk                                | 34 | 17 | 8  | 9  | 71     | 52     | +19   | 59  |                   |              |
| 6   | Znicz Biała Piska                          | 34 | 15 | 8  | 11 | 62     | 55     | +7    | 53  |                   |              |
| 7   | Jagiellonia II Białystok                   | 34 | 15 | 6  | 13 | 60     | 45     | +15   | 51  |                   |              |
| 8   | KS Wasilków                                | 34 | 12 | 10 | 12 | 34     | 42     | −8    | 46  |                   |              |
| 9   | ŁKS 1926 Łomża                             | 34 | 13 | 6  | 15 | 53     | 64     | −11   | 45  |                   |              |
| 10  | Concordia Elbląg                           | 34 | 11 | 9  | 14 | 35     | 48     | −13   | 42  |                   |              |
| 11  | Olimpia Olsztynek                          | 34 | 10 | 10 | 14 | 39     | 55     | −16   | 40  |                   |              |
| 12  | Huragan Morąg                              | 34 | 9  | 12 | 13 | 44     | 48     | −4    | 39  |                   |              |
| 13  | MKS Korsze                                 | 34 | 10 | 7  | 17 | 52     | 69     | −17   | 37  |                   |              |
| 14  | Warmia Grajewo                             | 34 | 7  | 10 | 17 | 33     | 62     | −29   | 31  |                   |              |
| 15  | Rominta Gołdap                             | 34 | 9  | 4  | 21 | 33     | 63     | −30   | 31  |                   |              |
| 16  | Dąb Dąbrowa Białostocka1 (S)               | 34 | 5  | 10 | 19 | 30     | 64     | −34   | 25  | Spadek do IV ligi |              |
| 17  | Start Działdowo1                           | 34 | 5  | 7  | 22 | 31     | 63     | −32   | 22  |                   |              |
| 18  | Puszcza Hajnówka (S)                       | 34 | 3  | 3  | 28 | 21     | 95     | −74   | 12  | Spadek do IV ligi |              |

### Baraże o II ligę
| 13 czerwca 2015 15:00 | Stal Rzeszów · Kacper Drelich 21' · Piotr Prędota 25' | 2:3(2:1)Raport | Olimpia Zambrów · 13' Mariusz Gogol · 61' Michał Kuczałek · 78' Mariusz Gogol                 | Rzeszów, (Stadion Miejski) Widzów: 1200 Sędzia: Tomasz Wajda (Żywiec) |
|                       | kartki: · Piotr Murawski 42'                          |                | kartki: · Mateusz Gul · Michał Poduch · Michał Kuczałek · Dominik Lemanek · Łukasz Grzybowski |                                                                       |

| 17 czerwca 2015 17:00 | Olimpia Zambrów · Łukasz Grzybowski 90'          | 1:1(0:1)Raport | Stal Rzeszów · 27' Sebastian Brocki | Zambrów, (Stadion Miejski) Widzów: 900 Sędzia: Tomasz Radkiewicz (Łódź) |
|                       | kartki: · Mariusz Gogol · Przemysław Jastrzębski |                | kartki: · Dominik Bednarczyk        |                                                                         |

Wynik dwumeczu – 4:3 dla Olimpii.

## Sezon 2013/2014

### Drużyny
Sezon 2013/2014 był 6. edycją tych rozgrywek.
| Uczestnicy poprzedniej edycji | Uczestnicy poprzedniej edycji |
| ----------------------------- | ----------------------------- |
| Mrągowia Mrągowo              | 2                             |
| Płomień Ełk                   | 3                             |
| Wissa Szczuczyn               | 5                             |
| Start Działdowo               | 6                             |
| Sokół Ostróda                 | 7                             |
| MKS Korsze                    | 8                             |
| ŁKS 1926 Łomża                | 9                             |

| Uczestnicy poprzedniej edycji | Uczestnicy poprzedniej edycji |
| ----------------------------- | ----------------------------- |
| Dąb Dąbrowa Białostocka       | 10                            |
| Huragan Morąg                 | 11                            |
| Granica Kętrzyn               | 12                            |
| Tur Bielsk Podlaski           | 13                            |
| Motor Lubawa                  | 14                            |
| Warmia Grajewo                | 151                           |

| Awans z IV ligi 2012/2013 | Awans z IV ligi 2012/2013 |
| ------------------------- | ------------------------- |
| grupa podlaska            |                           |
| Promień Mońki             | 1                         |
| LZS Narewka               | 2                         |
| grupa warmińsko-mazurska  |                           |
| Barkas Tolkmicko          | 1                         |
| Znicz Biała Piska         | 2                         |

| Uczestnicy dołączeni do ligi | Uczestnicy dołączeni do ligi |
| ---------------------------- | ---------------------------- |
| Jagiellonia II Białystok     | PZPN2                        |

Objaśnienia:
1. Warmia Grajewo utrzymała się w związku z wycofaniem się Olimpii 2004 Elbląg po zakończeniu poprzedniego sezonu.
2. Zgodnie z uchwałą PZPN o rozwiązaniu Młodej Ekstraklasy, rezerwy drużyn grających w najwyższej klasie rozgrywkowej mają wrócić do lig, w których grały przed jej utworzeniem. W związku z tym, Jagiellonia II Białystok została dokooptowana do rozgrywek III ligi.

### Tabela
| Lp. | Drużyna                  | M  | Z  | R  | P  | Bramki | Bramki | Różn. | Pkt | Uwagi                     | Bezpośrednio |
| --- | ------------------------ | -- | -- | -- | -- | ------ | ------ | ----- | --- | ------------------------- | ------------ |
| 1   | Sokół Ostróda (M) (B)    | 34 | 24 | 2  | 8  | 80     | 32     | +48   | 74  | Baraże o II ligę          |              |
| 2   | MKS Korsze               | 34 | 22 | 5  | 7  | 78     | 35     | +43   | 71  |                           |              |
| 3   | Płomień Ełk              | 34 | 20 | 8  | 6  | 87     | 47     | +40   | 68  |                           |              |
| 4   | Start Działdowo          | 34 | 19 | 10 | 5  | 59     | 39     | +20   | 67  |                           |              |
| 5   | Jagiellonia II Białystok | 34 | 18 | 6  | 10 | 63     | 46     | +17   | 60  |                           |              |
| 6   | Huragan Morąg            | 34 | 16 | 6  | 12 | 66     | 48     | +18   | 54  |                           |              |
| 7   | Dąb Dąbrowa Białostocka  | 34 | 15 | 9  | 10 | 61     | 45     | +16   | 54  |                           |              |
| 8   | Barkas Tolkmicko2        | 34 | 14 | 9  | 11 | 46     | 41     | +5    | 51  |                           |              |
| 9   | LZS Narewka1 (S)         | 34 | 12 | 8  | 14 | 48     | 56     | −8    | 44  | Spadek do klasy okręgowej |              |
| 10  | Znicz Biała Piska        | 34 | 12 | 7  | 15 | 43     | 46     | −3    | 43  |                           |              |
| 11  | Warmia Grajewo           | 34 | 11 | 6  | 17 | 37     | 56     | −19   | 39  |                           |              |
| 12  | ŁKS 1926 Łomża           | 34 | 10 | 9  | 15 | 49     | 65     | −16   | 39  |                           |              |
| 13  | Tur Bielsk Podlaski (S)  | 34 | 10 | 7  | 17 | 33     | 56     | −23   | 37  | Spadek do IV ligi         |              |
| 14  | Mrągowia Mrągowo (S)     | 34 | 10 | 6  | 18 | 44     | 62     | −18   | 36  | Spadek do IV ligi         |              |
| 15  | Motor Lubawa (S)         | 34 | 8  | 10 | 16 | 42     | 63     | −21   | 34  | Spadek do IV ligi         |              |
| 16  | Wissa Szczuczyn (S)      | 34 | 8  | 8  | 18 | 46     | 75     | −29   | 32  | Spadek do IV ligi         |              |
| 17  | Granica Kętrzyn (S)      | 34 | 6  | 9  | 19 | 39     | 66     | −27   | 27  | Spadek do IV ligi         |              |
| 18  | Promień Mońki (S)        | 34 | 5  | 7  | 22 | 21     | 64     | −43   | 22  | Spadek do IV ligi         |              |

## Sezon 2012/2013
Sezon 2012/2013 był 5. edycją tych rozgrywek, która rozpoczęła się 11 sierpnia o godzinie 13:00 meczem Wissa Szczuczyn – Dąb Dąbrowa Białostocka, który zakończył się wynikiem 3:1 dla gospodarzy. Do ligi przystąpiły zespoły które:

### Drużyny
W grupie występuje 16 zespołów, które walczą o miejsce premiowane awansem do grupy wschodniej II ligi. Ostatnie zespoły spadają odpowiednio do grupy podlaskiej i warmińsko-mazurskiej IV ligi.
| Uczestnicy poprzedniej edycji | Uczestnicy poprzedniej edycji |
| ----------------------------- | ----------------------------- |
| Start Działdowo               | 1                             |
| Dąb Dąbrowa Białostocka       | 3                             |
| Warmia Grajewo                | 4                             |
| Olimpia Zambrów               | 5                             |
| ŁKS 1926 Łomża                | 6                             |
| Huragan Morąg                 | 7                             |

| Uczestnicy poprzedniej edycji | Uczestnicy poprzedniej edycji |
| ----------------------------- | ----------------------------- |
| Motor Lubawa                  | 8                             |
| Olimpia 2004 Elbląg           | 9                             |
| Granica Kętrzyn               | 10                            |
| MKS Korsze                    | 11                            |
| Mrągowia Mrągowo              | 12                            |
| Orzeł Kolno                   | 13                            |

| Awans z IV ligi 2011/2012 | Awans z IV ligi 2011/2012 |
| ------------------------- | ------------------------- |
| grupa podlaska            |                           |
| Wissa Szczuczyn           | 1                         |
| Tur Bielsk Podlaski       | 2                         |
| grupa warmińsko-mazurska  |                           |
| Sokół Ostróda             | 1                         |
| Płomień Ełk               | 2                         |

Objaśnienia:
1. Start Działdowo zrezygnował z awansu do II ligi, w związku z czym awansowała 2. drużyna – Concordia Elbląg.

### Tabela
| Lp. | Drużyna                 | M  | Z  | R  | P  | Bramki | Bramki | Różn. | Pkt | Uwagi             | Bezpośrednio |
| --- | ----------------------- | -- | -- | -- | -- | ------ | ------ | ----- | --- | ----------------- | ------------ |
| 1   | Olimpia Zambrów (M) (A) | 30 | 19 | 4  | 7  | 59     | 20     | +39   | 61  | Awans do II ligi  |              |
| 2   | Mrągowia Mrągowo        | 30 | 19 | 2  | 9  | 54     | 34     | +20   | 59  |                   |              |
| 3   | Płomień Ełk             | 30 | 15 | 7  | 8  | 54     | 36     | +18   | 52  |                   |              |
| 4   | Olimpia 2004 Elbląg1    | 30 | 14 | 7  | 9  | 46     | 30     | +16   | 49  | Fuzja             |              |
| 5   | Wissa Szczuczyn         | 30 | 14 | 5  | 11 | 43     | 38     | +5    | 47  |                   |              |
| 6   | Start Działdowo         | 30 | 12 | 10 | 8  | 37     | 29     | +8    | 46  |                   |              |
| 7   | Sokół Ostróda           | 30 | 13 | 7  | 10 | 42     | 38     | +4    | 46  |                   |              |
| 8   | MKS Korsze              | 30 | 14 | 3  | 13 | 55     | 48     | +7    | 45  |                   |              |
| 9   | ŁKS 1926 Łomża          | 30 | 13 | 4  | 13 | 42     | 38     | +4    | 43  |                   |              |
| 10  | Dąb Dąbrowa Białostocka | 30 | 13 | 4  | 13 | 49     | 45     | +4    | 43  |                   |              |
| 11  | Huragan Morąg           | 30 | 11 | 9  | 10 | 40     | 33     | +7    | 42  |                   |              |
| 12  | Granica Kętrzyn         | 30 | 13 | 2  | 15 | 38     | 56     | −18   | 41  |                   |              |
| 13  | Tur Bielsk Podlaski     | 30 | 11 | 7  | 12 | 35     | 36     | −1    | 40  |                   |              |
| 14  | Motor Lubawa            | 30 | 8  | 6  | 16 | 38     | 55     | −17   | 30  |                   |              |
| 15  | Warmia Grajewo1         | 30 | 7  | 7  | 16 | 35     | 54     | −19   | 28  |                   |              |
| 16  | Orzeł Kolno (S)         | 30 | 1  | 2  | 27 | 15     | 92     | −77   | 5   | Spadek do IV ligi |              |

## Sezon 2011/2012
Sezon 2011/2013 był 4. edycją tych rozgrywek, które rozpoczęły się 13 sierpnia 2011 roku, a zakończyły się 17 czerwca 2012 roku.

### Drużyny
| Uczestnicy poprzedniej edycji | Uczestnicy poprzedniej edycji |
| ----------------------------- | ----------------------------- |
| Olimpia Zambrów               | 1                             |
| Huragan Morąg                 | 21                            |
| Start Działdowo               | 3                             |
| Concordia Elbląg              | 4                             |
| Dąb Dąbrowa Białostocka       | 5                             |
| Warmia Grajewo                | 6                             |

| Uczestnicy poprzedniej edycji | Uczestnicy poprzedniej edycji |
| ----------------------------- | ----------------------------- |
| Mrągowia Mrągowo              | 7                             |
| Zatoka Braniewo               | 8                             |
| Pogoń Łapy                    | 9                             |
| MKS Korsze                    | 10                            |
| Czarni Olecko                 | 11                            |
| Motor Lubawa                  | 12                            |

| Awans z IV ligi 2010/2011 | Awans z IV ligi 2010/2011 |
| ------------------------- | ------------------------- |
| grupa podlaska            |                           |
| ŁKS 1926 Łomża            | 1                         |
| Orzeł Kolno               | 2                         |
| grupa warmińsko-mazurska  |                           |
| Granica Kętrzyn           | 1                         |
| Olimpia 2004 Elbląg       | 2                         |

Objaśnienia:
1. Olimpia Zambrów zrezygnowała z awansu do II ligi. Jej miejsce mógł zająć Huragan Morąg, który jednak również zrezygnował z awansu.

### Tabela
| Lp. | Drużyna                 | M  | Z  | R | P  | Bramki | Bramki | Różn. | Pkt | Uwagi                     | Bezpośrednio |
| --- | ----------------------- | -- | -- | - | -- | ------ | ------ | ----- | --- | ------------------------- | ------------ |
| 1   | Start Działdowo1 (M)    | 30 | 17 | 8 | 5  | 53     | 25     | +28   | 59  |                           |              |
| 2   | Concordia Elbląg1 (A)   | 30 | 18 | 4 | 8  | 51     | 21     | +30   | 58  | Awans do II ligi          |              |
| 3   | Dąb Dąbrowa Białostocka | 30 | 16 | 8 | 6  | 59     | 31     | +28   | 56  |                           |              |
| 4   | Warmia Grajewo          | 30 | 16 | 6 | 8  | 44     | 24     | +20   | 54  |                           |              |
| 4   | Olimpia Zambrów         | 30 | 15 | 9 | 6  | 46     | 23     | +23   | 54  |                           |              |
| 6   | ŁKS 1926 Łomża          | 30 | 15 | 6 | 9  | 53     | 31     | +22   | 51  |                           |              |
| 7   | Huragan Morąg           | 30 | 15 | 4 | 11 | 52     | 40     | +12   | 49  |                           |              |
| 8   | Motor Lubawa            | 30 | 13 | 7 | 10 | 38     | 33     | +5    | 46  |                           |              |
| 9   | Olimpia 2004 Elbląg     | 30 | 12 | 7 | 11 | 45     | 39     | +6    | 43  |                           |              |
| 10  | Granica Kętrzyn         | 30 | 12 | 3 | 15 | 38     | 47     | −9    | 39  |                           |              |
| 11  | MKS Korsze              | 30 | 12 | 3 | 15 | 55     | 63     | −8    | 39  |                           |              |
| 12  | Mrągowia Mrągowo        | 30 | 12 | 2 | 16 | 38     | 44     | −6    | 38  |                           |              |
| 13  | Orzeł Kolno             | 30 | 11 | 4 | 15 | 36     | 47     | −11   | 37  |                           |              |
| 14  | Pogoń Łapy (S)          | 30 | 6  | 6 | 18 | 33     | 65     | −32   | 24  | Spadek do IV ligi         |              |
| 15  | Zatoka Braniewo (S)     | 30 | 5  | 4 | 21 | 32     | 64     | −32   | 19  | Spadek do IV ligi         |              |
| 16  | Czarni Olecko2 (S)      | 30 | 2  | 5 | 23 | 20     | 96     | −76   | 11  | Spadek do klasy okręgowej |              |

## Sezon 2010/2011
Sezon 2010/2011 był 3. edycją tych rozgrywek, rozpoczęły się 14 sierpnia 2010 roku, a zakończył się 18 czerwca 2011 roku. Do ligi przystąpiły 4 nowe zespoły: Dąb Dąbrowa Białostocka, która zajął 1. miejsce w IV lidze gr. podlaska, Wissa Szczuczyn, która zajęła 2. miejsce w IV lidze gr. podlaska, Zatoka Braniewo zwycięzca IV ligi gr. warmińsko-mazurskiej i MKS Korsze wicemistrz IV ligi gr. warmińsko-mazurskiej. W tym sezonie do II ligi nikt nie awansował dlatego że mistrz III ligi gr. V zrezygnował z gry w II lidze, w takiej sytuacji możliwość awansu dostaje zespół z 2. miejsca, lecz oni też zrezygnowali z gry w II lidze.

### Drużyny
| Uczestnicy poprzedniej edycji | Uczestnicy poprzedniej edycji |
| ----------------------------- | ----------------------------- |
| Huragan Morąg                 | 2                             |
| Czarni Olecko                 | 3                             |
| Olimpia Zambrów               | 4                             |
| Concordia Elbląg              | 5                             |
| Warmia Grajewo                | 6                             |
| Motor Lubawa                  | 71                            |

| Uczestnicy poprzedniej edycji | Uczestnicy poprzedniej edycji |
| ----------------------------- | ----------------------------- |
| Start Działdowo               | 8                             |
| Pogoń Łapy                    | 9                             |
| Mrągowia Mrągowo              | 10                            |
| Promień Mońki                 | 11                            |
| Mazur Ełk                     | 121                           |
| Vęgoria Węgorzewo             | 131                           |

| Awans z IV ligi 2009/2010 | Awans z IV ligi 2009/2010 |
| ------------------------- | ------------------------- |
| grupa podlaska            |                           |
| Dąb Dąbrowa Białostocka   | 1                         |
| Wissa Szczuczyn           | 2                         |
| grupa warmińsko-mazurska  |                           |
| Zatoka Braniewo           | 1                         |
| MKS Korsze                | 2                         |

Objaśnienia:
1. Mazur Ełk i Vęgoria Węgorzewo miały na koniec sezonu tyle samo punktów i identyczny bilans bramkowy, w związku z czym miał zostać rozegrany baraż o utrzymanie. Rozegrano jedynie pierwszy mecz, ponieważ przed rewanżem z ligi wycofał się Motor Lubawa, co pozwoliło na utrzymanie obu zespołów biorących udział w barażach. Później dodatkowo w II lidze utrzymał się OKS 1945 Olsztyn, co pozwoliłoby na utrzymanie drużynie MKS-u Mielnik. Ostatecznie jednak Motor Lubawa postanowił występować w rozgrywkach III ligi, co spowodowało spadek MKS-u Mielnik do IV ligi.

### Tabela
| Lp. | Drużyna                 | M  | Z  | R  | P  | Bramki | Bramki | Różn. | Pkt | Uwagi                   | Bezpośrednio            |
| --- | ----------------------- | -- | -- | -- | -- | ------ | ------ | ----- | --- | ----------------------- | ----------------------- |
| 1   | Olimpia Zambrów1 (M)    | 30 | 18 | 9  | 3  | 55     | 16     | +39   | 63  |                         |                         |
| 2   | Huragan Morąg1          | 30 | 15 | 7  | 8  | 38     | 32     | +6    | 52  |                         |                         |
| 3   | Start Działdowo         | 30 | 12 | 12 | 6  | 34     | 25     | +9    | 48  | STD–CON 5:0 CON–STD 0:1 |                         |
| 4   | Concordia Elbląg        | 30 | 14 | 6  | 10 | 47     | 33     | +14   | 48  | STD–CON 5:0 CON–STD 0:1 |                         |
| 5   | Dąb Dąbrowa Białostocka | 30 | 13 | 8  | 9  | 35     | 25     | +10   | 47  |                         |                         |
| 6   | Warmia Grajewo          | 30 | 12 | 10 | 8  | 44     | 38     | +6    | 46  |                         |                         |
| 7   | Mrągowia Mrągowo        | 30 | 13 | 5  | 12 | 35     | 27     | +8    | 44  |                         |                         |
| 8   | Zatoka Braniewo         | 30 | 11 | 8  | 11 | 38     | 41     | −3    | 41  | ZAT–POG 2:0 POG–ZAT 0:1 |                         |
| 9   | Pogoń Łapy              | 30 | 12 | 5  | 13 | 35     | 37     | −2    | 41  | ZAT–POG 2:0 POG–ZAT 0:1 |                         |
| 10  | MKS Korsze              | 30 | 11 | 4  | 15 | 49     | 52     | −3    | 37  | KOR–CZA 1:0 CZA–KOR 2:6 |                         |
| 11  | Czarni Olecko           | 30 | 11 | 4  | 15 | 34     | 49     | −15   | 37  | KOR–CZA 1:0 CZA–KOR 2:6 |                         |
| 12  | Motor Lubawa            | 30 | 9  | 8  | 13 | 35     | 46     | −11   | 35  |                         |                         |
| 13  | Vęgoria Węgorzewo (S)   | 30 | 9  | 6  | 15 | 45     | 57     | −12   | 33  | Spadek do IV ligi       |                         |
| 14  | Wissa Szczuczyn (S)     | 30 | 8  | 8  | 14 | 31     | 41     | −10   | 32  | Spadek do IV ligi       | WIS–MAZ 1:2 MAZ–WIS 1:2 |
| 15  | Mazur Ełk (S)           | 30 | 8  | 8  | 14 | 33     | 50     | −17   | 32  | Spadek do IV ligi       | WIS–MAZ 1:2 MAZ–WIS 1:2 |
| 16  | Promień Mońki (S)       | 30 | 6  | 9  | 15 | 32     | 51     | −19   | 27  | Spadek do IV ligi       |                         |

## Sezon 2009/2010
Sezon 2009/2010 był 2. edycją tych rozgrywek, rozpoczęły się 8 sierpnia 2009 roku, a zakończył się 19 czerwca 2010 roku. Do ligi przystąpiły 4 nowe zespoły: Promień Mońki, który zajął 3. miejsce w IV lidze gr. podlaska (zastąpił mistrza IV ligi), Tur Bielsk Podlaski, która zajęła 2. miejsce w IV lidze gr. podlaska, Mazur Ełk zwycięzca IV ligi gr. warmińsko-mazurskiej i Motor Lubawa wicemistrz IV ligi gr. warmińsko-mazurskiej.
| Lp. | Drużyna                  | M  | Z  | R  | P  | Bramki | Bramki | Różn. | Pkt | Uwagi               | Bezpośrednio |
| --- | ------------------------ | -- | -- | -- | -- | ------ | ------ | ----- | --- | ------------------- | ------------ |
| 1   | Sokół Sokółka (M) (A)    | 30 | 22 | 5  | 3  | 57     | 18     | +39   | 71  | Awans do II ligi    |              |
| 2   | Huragan Morąg            | 30 | 15 | 8  | 7  | 54     | 28     | +26   | 53  |                     |              |
| 3   | Czarni Olecko            | 30 | 16 | 3  | 11 | 51     | 41     | +10   | 51  |                     |              |
| 4   | Olimpia Zambrów          | 30 | 14 | 8  | 8  | 40     | 30     | +10   | 50  |                     |              |
| 5   | Concordia Elbląg         | 30 | 14 | 6  | 10 | 51     | 41     | +10   | 48  |                     |              |
| 6   | Warmia Grajewo           | 30 | 12 | 10 | 8  | 40     | 30     | +10   | 46  |                     |              |
| 7   | Motor Lubawa2,4          | 30 | 11 | 9  | 10 | 43     | 44     | −1    | 42  |                     |              |
| 8   | Start Działdowo          | 30 | 10 | 10 | 10 | 34     | 32     | +2    | 40  |                     |              |
| 9   | Pogoń Łapy               | 30 | 11 | 6  | 13 | 33     | 37     | −4    | 39  |                     |              |
| 10  | Mrągowia Mrągowo         | 30 | 10 | 9  | 11 | 46     | 43     | +3    | 39  |                     |              |
| 11  | Promień Mońki            | 30 | 10 | 8  | 12 | 42     | 47     | −5    | 38  |                     |              |
| 12  | Mazur Ełk1,2 (B)         | 30 | 9  | 7  | 14 | 46     | 53     | −7    | 34  | Baraże o utrzymanie |              |
| 13  | Vęgoria Węgorzewo1,2 (B) | 30 | 9  | 7  | 14 | 29     | 43     | −14   | 34  | Baraże o utrzymanie |              |
| 14  | MKS Mielnik3 (S)         | 30 | 6  | 10 | 14 | 32     | 57     | −25   | 28  | Spadek do IV ligi   |              |
| 15  | Orzeł Kolno3,4 (S)       | 30 | 7  | 7  | 16 | 23     | 39     | −16   | 28  | Spadek do IV ligi   |              |
| 16  | Tur Bielsk Podlaski (S)  | 30 | 7  | 1  | 22 | 16     | 54     | −38   | 22  | Spadek do IV ligi   |              |

## Sezon 2008/2009
Sezon 2008/2009 był 1. edycją zreformowanych rozgrywek, rozpoczęły się 9 sierpnia 2008 roku, a zakończył się 6 czerwca 2009 roku.

### Drużyny
Drużyny, które:
- spadły ze starej III ligi gr. I (aktualnie II liga): Olimpia Elbląg, Orzeł Kolno, Warmia Grajewo
- przeszły do ligi ze starej IV ligi gr. podlaskiej (aktualnie III liga): Cresovia Siemiatycze, Olimpia Zambrów, Pogoń Łapy, Sokół Sokółka, Sparta Augustów, Supraślanka Supraśl, MKS Mielnik
- przeszły do ligi ze starej IV ligi gr. warmińsko-mazurskiej (aktualnie III liga): Concordia Elbląg, Czarni Olecko, Huragan Morąg, Mrągowia Mrągowo, Start Działdowo, Vęgoria Węgorzewo

### Tabela
| Lp. | Drużyna                  | M  | Z  | R  | P  | Bramki | Bramki | Różn. | Pkt | Uwagi                   | Bezpośrednio            |
| --- | ------------------------ | -- | -- | -- | -- | ------ | ------ | ----- | --- | ----------------------- | ----------------------- |
| 1   | Olimpia Elbląg (M) (A)   | 30 | 21 | 7  | 2  | 85     | 15     | +70   | 70  | Awans do II ligi        |                         |
| 2   | Huragan Morąg (B)        | 30 | 20 | 5  | 5  | 71     | 27     | +44   | 65  | Baraże o II ligę        |                         |
| 3   | Concordia Elbląg         | 30 | 15 | 10 | 5  | 51     | 34     | +17   | 55  |                         |                         |
| 4   | Sokół Sokółka            | 30 | 14 | 8  | 8  | 42     | 27     | +15   | 50  |                         |                         |
| 5   | Mrągowia Mrągowo         | 30 | 13 | 7  | 10 | 48     | 31     | +17   | 46  | MRĄ–STD 3:0 STD–MRĄ 1:2 |                         |
| 6   | Start Działdowo          | 30 | 14 | 4  | 12 | 39     | 42     | −3    | 46  | MRĄ–STD 3:0 STD–MRĄ 1:2 |                         |
| 7   | Supraślanka Supraśl1     | 30 | 12 | 5  | 13 | 39     | 40     | −1    | 41  | Drużyna wycofana        |                         |
| 8   | Warmia Grajewo           | 30 | 9  | 12 | 9  | 45     | 32     | +13   | 39  |                         | WAR–VĘG 1:1 VĘG–WAR 1:3 |
| 9   | Vęgoria Węgorzewo        | 30 | 10 | 9  | 11 | 47     | 49     | −2    | 39  |                         | WAR–VĘG 1:1 VĘG–WAR 1:3 |
| 10  | MKS Mielnik              | 30 | 11 | 5  | 14 | 35     | 49     | −14   | 38  | MIE–CZO 3:0 CZO–MIE 4:1 |                         |
| 11  | Czarni Olecko            | 30 | 11 | 5  | 14 | 37     | 46     | −9    | 38  | MIE–CZO 3:0 CZO–MIE 4:1 |                         |
| 12  | Olimpia Zambrów          | 30 | 8  | 12 | 10 | 23     | 25     | −2    | 36  |                         |                         |
| 13  | Orzeł Kolno1             | 30 | 9  | 7  | 14 | 35     | 57     | −22   | 34  |                         |                         |
| 14  | Pogoń Łapy1              | 30 | 8  | 8  | 14 | 38     | 50     | −12   | 32  |                         |                         |
| 15  | Cresovia Siemiatycze (S) | 30 | 6  | 4  | 20 | 17     | 67     | −50   | 22  | Spadek do IV ligi       |                         |
| 16  | Sparta Augustów (S)      | 30 | 3  | 4  | 23 | 20     | 81     | −61   | 13  | Spadek do IV ligi       |                         |

### Baraże o II ligę
| 17 czerwca 2009 | Huragan Morąg | 0:2   | Okocimski KS Brzesko                    |                                                    |
| 17:00           |               | (0:0) | Łukasz Szczoczarz 80' · Tomasz Ogar 82' | Morąg Widzów: 1000 Sędzia: Tomasz Cwalina (Gdańsk) |

| 20 czerwca 2009 | Okocimski KS Brzesko                                                     | 5:0   | Huragan Morąg |                                                     |
| 17:00           | Łukasz Szczoczarz 4', 50', 79' · Sławomir Jagła 70' · Łukasz Popiela 75' | (1:0) |               | Brzesko Widzów: 600 Sędzia: Jacek Małyszek (Lublin) |

Wynik dwumeczu – 7:0 dla Okocimskiego KS-u.